# Камалов Герберт Леонович
Герберт Леонович Камалов (вірм. Հերբերտ Լեոնի Քամալով; 8 червня 1940, Баку — 14 травня 2025, Одеса) — український хімік, академік Національної академії наук України, Заслужений діяч науки і техніки України, Лауреат Державної премії України в галузі науки і техніки 2003 року. Іноземний член Національної академії наук Вірменії.

## Життєпис
Народився 8 червня 1940 року в Баку. 1963 року закінчив Одеський державний університет, по закінченню якого працював на кафедрі органічної хімії. Від 1978 — завідувач відділу каталізу Фізико-хімічного інституту НАНУ (Одеса); водночас від 1985 — завідувач філії кафедри органічної хімії Одеського університету. 2003 року за цикл наукових праць «Каталіз. Кластерні підходи, механізми гетерогенного та гомогенного каталізу» присуджено Державну премію України в галузі науки і техніки. 4 лютого 2009 року обраний дійсним членом Національної академії наук України за спеціальністю: фізична хімія.
Герберт Леонович Камалов автор понад 600 наукових праць, зокрема однієї монографії, 14 оглядів та 235 статей, а також 38 винаходів. Він підготував 22 кандидати і 2 докторів наук.
Помер 14 травня 2025 року в Одесі.

## Окремі праці
- Катализ. Механизмы гомогенного и гетерогенного катализа, кластерные подходы. — К. : Наукова думка, 2002. — 542 с. ISBN 966-00-0756-6
- Алкоксисоединения. ХХХ. О некоторых каталитических превращениях алкоксикислот // ЖОРХ. 1969. Т. 5, вып. 12;
- О возможных конформационных переходах в насыщенных семичленных циклах // Журн. структур. химии. 1985. Т. 26, № 3;
- Моделирование металлокомплексов методом молекулярной механики // УХ. 1990. Т. 59, № 11;
- Катализ. Кластерные подходы, механизмы гетерогенного и гомогенного катализа. К., 2002;
- Molecular and crystal structure of crown ethers containing biphenyl fragment // J. Molecular Structure. 2007. Vol. 832, № 1–3;
- Окисление комплекса хлорида железа(II) с 3,5-диметилпиразолом кислородом воздуха в ацетонитриле и дибензиловом эфире // ЖНХ. 2009. Т. 54, № 12;
- Влияние нуклеарности и лигандного окружения металлоцентра на каталитические свойства гомо- и гетеролигандных пивалатных комплексов кобальта в жидкофазном окислении циклогексена воздухом // ТЭХ. 2010. Т. 46, № 1